# رئیس‌جمهور ایالات فدرال میکرونزی
رئیس‌جمهور ایالات فدرال میکرونزی رئیس دولت کشور ایالات فدرال میکرونزی است. رئیس‌جمهور توسط اعضای کنگره و از میان آن اعضا انتخاب می‌شود. رئیس‌جمهور ایالات فدرال میکرونزی هیئت دولت خود را از میان اعضای کنگره انتخاب می‌کند.

## فهرست
| شماره | نام (تاریخ تولد–تاریخ مرگ)  | نگاره | آغاز به کار                          | پایان کار     | حزب سیاسی        |
| ----- | --------------------------- | ----- | ------------------------------------ | ------------- | ---------------- |
| ۱     | توسیوو ناکایاما (۲۰۰۷-۱۹۳۱) |       | ۱۱ مه ۱۹۷۹                           | ۱۱ مه ۱۹۸۷    | فعال سیاسی مستقل |
| ۲     | جان هاگللگام (۱۹۴۹-)        |       | ۱۱ مه ۱۹۸۷                           | ۱۱ مه ۱۹۹۱    | فعال سیاسی مستقل |
| ۳     | بیلی اولتر (۱۹۹۹-۱۹۳۲)      |       | ۱۱ مه ۱۹۹۱                           | ۸ نوامبر ۱۹۹۶ | فعال سیاسی مستقل |
| ۴     | جاکوب ننا (۱۹۴۱-)           |       | ۸ نوامبر ۱۹۹۶ بر سر کار تا ۸ مه ۱۹۹۷ | ۱۱ مه ۱۹۹۹    | فعال سیاسی مستقل |
| ۵     | لئو فالکام (۲۰۱۸-۱۹۳۵)      |       | ۱۱ مه ۱۹۹۹                           | ۱۱ مه ۲۰۰۳    | فعال سیاسی مستقل |
| ۶     | جورف اوروسمال (۱۹۵۲-)       |       | ۱۱ مه ۲۰۰۳                           | ۱۱ مه ۲۰۰۷    | فعال سیاسی مستقل |
| ۷     | مانی موری (۱۹۴۹-)           |       | ۱۱ مه ۲۰۰۷                           | ۱۱ مه ۲۰۱۵    | فعال سیاسی مستقل |
| ۸     | پیتر کریستین (۱۹۴۷-)        |       | ۱۱ مه ۲۰۱۵                           | تاکنون        | فعال سیاسی مستقل |